# Gyllingtrupial
Gyllingtrupial (Gymnomystax mexicanus) är en fågel i familjen trupialer inom ordningen tättingar.

## Utseende
Gyllingtrupialen är en vacker och omisskännlig fågel, större än de flesta ’’Icterus’’-trupialer som den annars liknar. Fjäderdräkten är övervägande guldgul med svart på rygg, vingar och stjärt. Den har vidare svart runt ögat och ett svart mustaschstreck. Näbben är för familjen kraftig men spetsig. 

## Utbredning och systematik
Fågeln förekommer från östra Colombia till Venezuela, Guyana, Amazonområdet (Brasilien) och nordöstra Peru. Den placeras som enda art i släktet Gymnomystax. 

## Levnadssätt
Arten hittas i öppna miljöer som gräsmarker, våtmarker och öppet skogslandskap, ofta nära vatten. Den ses vanligen i småflockar. Fågeln förekommer i låglänta områden, vanligen upp till ett par hundra meter över havet.

## Status
Arten har ett stort utbredningsområde och beståndet anses stabilt. Internationella naturvårdsunionen IUCN listar den därför som livskraftig (LC).

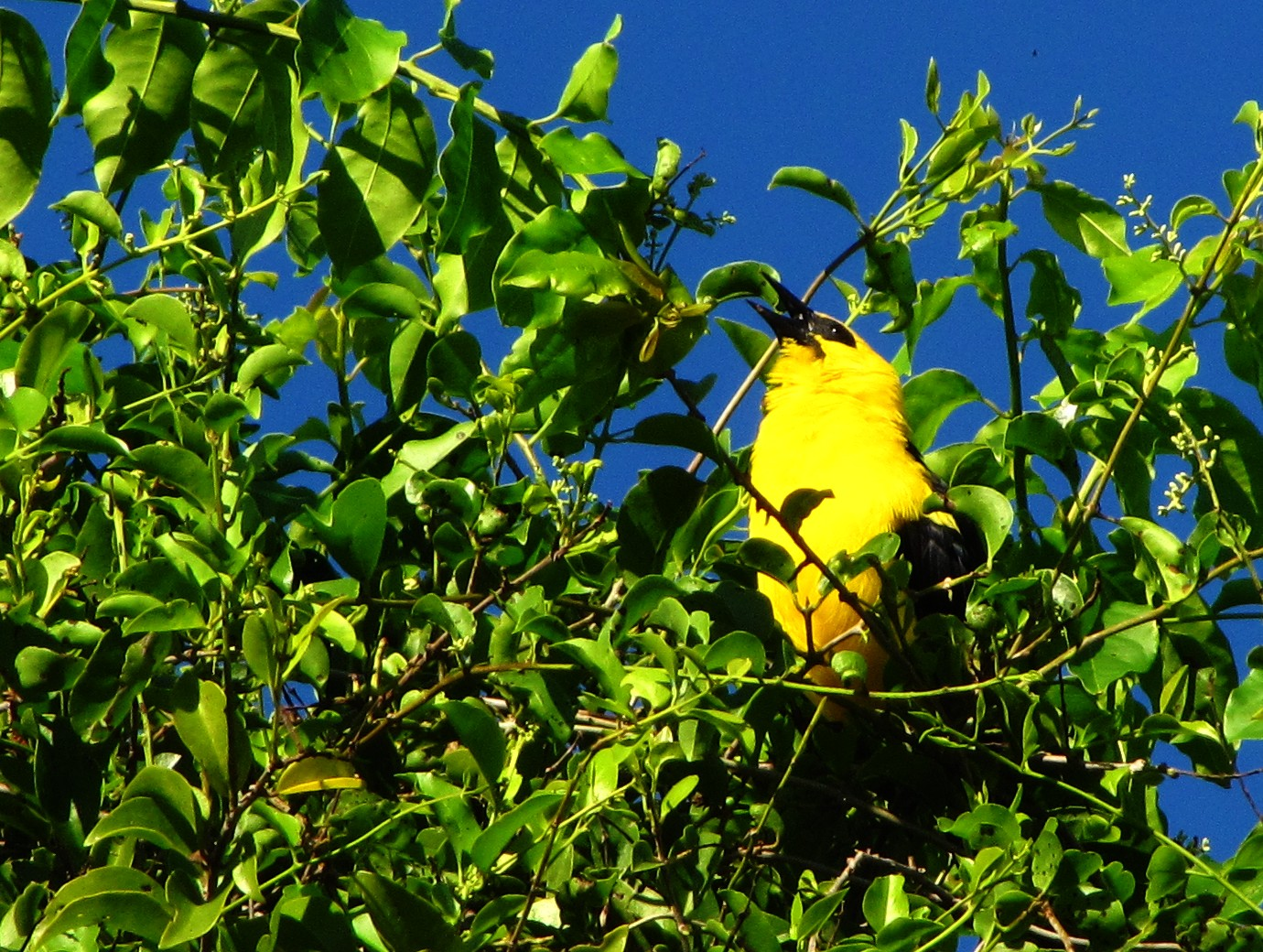